# Jean-Yves Riocreux
Monsenhor Jean-Yves Riocreux (nascido em 24 de fevereiro de 1946 em Marlhes) é um bispo católico romano francês. Bispo emérito da Diocese de Basse-Terre. 
Dom Riocreux foi nomeado bispo de Pontoise em 5 de maio de 2003 e consagrado em 29 de junho de 2003. Foi nomeado bispo de Basse-Terre em 15 de junho de 2012, saindo de Pontoise em 16 de setembro e instalado em 30 de setembro de 2012.